# Élections législatives de 2007 en Provence-Alpes-Côte d'Azur
Liste des candidats pour les élections législatives de juin 2007 dans la région Provence-Alpes-Côte d'Azur :

## Alpes-de-Haute-Provence

### 1recirconscription
- Joëlle Tébar - UDF-MoDem
- Jean-Louis Bianco (député sortant) - PS
- Eliane Barreille - UMP
- Aurore Hernandez - PCF
- Micheline Panisse - MNR
- Jean-Claude Silvy - MPF
- Bernard Jeanselme - PT
- Marie-France Lorenzelli - Mouvement hommes animaux nature
- Monique Daniel - CPNT
- Caroline Alonso - LO
- Martine Vallon - Les Verts
- Mireille Jouzier-Bergès - FN
- Jean Milanovic - SE
- Venise Lafon - LCR
- Noël Chuisano - Debout la République
- Catherine Piechota - La France en action

### 2ecirconscription
- Isabelle Verschueren - UDF-MoDem
- Christophe Castaner - PS
- Daniel Spagnou (député sortant) - UMP
- Véronique Raphel - Génération écologie
- Jean-Claude Cauvin - PCF
- Claude Senes - PT
- Gilles Ravera - CPNT
- Jeannine Douzon - MPF
- Xavier Dejasmin - La France en action
- Mireille d'Ornano - FN
- Patrice Garnon - Les Verts
- Karine Denko - LCR
- Max Illy - LO
- Michèle Chassaing - MNR

## Hautes-Alpes

### 1recirconscription
- Jean-Michel Arnaud (UDF-MoDem)
- Jacques Daudon (Rassemblement pour l'initiative citoyenne)
- Jean-Claude Eyraud (Gauche alternative 2007)
- Aurore Leforestier (MNR)
- Martine Lelièvre (FN)
- Henriette Martinez (UMP)
- Denis Dupré (sans étiquette)
- Brigitte Krief (FEA)
- Marie Tarbouriech ((Les Verts))
- Patrick Faure (CPNT)
- Elisabeth Thomas (LO)
- Marcelle Schwendemann (MEI)
- Colette Faure (MPF)
- Karine Berger (PS)

### 2ecirconscription
- Chantal Eymeoud (UDF-MoDem)
- Henri Jacques Gollion (Génération écologie)
- Joël Giraud (PRG), député sortant, soutenu par le PS et le MRC
- Jean-Pierre Bouteille (MNR)
- Christian Schuller (Rassemblement de la gauche antilibérale)
- Alain Bayrou (UMP)
- Michel Pellion (FN)
- Pierre Leroy (Les Verts)
- Vincent Chaboy (LCR)
- Monique Perrin (FEA)
- Gérard Sauge (LO)
- André Garcia (CPNT)
- Claude Bobin (MPF)

## Alpes-Maritimes

### 1recirconscription
|                                           | Parti       | Nom                     | Premier tour | Premier tour | Premier tour | Second tour | Second tour | Second tour |
| Voix                                      | Parti       | Nom                     | %            | %            | Voix         | %           | %           |             |
| Voix                                      | Parti       | Nom                     | Exprimés     | Inscrits     | Voix         | Exprimés    | Inscrits    |             |
| ----------------------------------------- | ----------- | ----------------------- | ------------ | ------------ | ------------ | ----------- | ----------- | ----------- |
|                                           | UMP         | Éric Ciotti, élu        | 15 017       | 44,56 %      | 25,76 %      | 18 365      | 60,92 %     | 31,51 %     |
|                                           | PS          | Patrick Allemand        | 7 870        | 23,35 %      | 13,50 %      | 11 780      | 39,08 %     | 20,21 %     |
|                                           | diss. UMP   | Jérôme Rivière, sortant | 3 315        | 9,84 %       | 5,69 %       |             |             |             |
|                                           | FN          | Rémy François           | 1 977        | 5,87 %       | 3,39 %       |             |             |             |
|                                           | MoDem       | Hervé Caël              | 1 530        | 4,54 %       | 2,62 %       |             |             |             |
|                                           | PCF         | Robert Injey            | 1 062        | 3,15 %       | 1,82 %       |             |             |             |
|                                           | Bloc Ident. | Philippe Vardon         | 773          | 2,29 %       | 1,33 %       |             |             |             |
|                                           | Verts       | Mounia Ferrière         | 474          | 1,41 %       | 0,81 %       |             |             |             |
|                                           | MEI         | Michel François         | 404          | 1,20 %       | 0,69 %       |             |             |             |
|                                           | DVD         | Danielle Lisbona        | 332          | 0,99 %       | 0,57 %       |             |             |             |
|                                           | Comm.       | Christophe Ricerchi     | 292          | 0,87 %       | 0,5 %        |             |             |             |
|                                           | GA          | Ambre Gomez             | 265          | 0,79 %       | 0,45 %       |             |             |             |
|                                           | FEA         | Jean-Marc Governatori   | 248          | 0,74 %       | 0,43 %       |             |             |             |
|                                           | LO          | Agnès Benkemoun         | 142          | 0,42 %       | 0,24 %       |             |             |             |
|                                           |             | Total exprimés          | 33 701       | -            | 57,80 %      | 30 145      | -           | 51,71 %     |
| Total votants : exprimés + blancs ou nuls | 34 087      | -                       | 58,46 %      | 30 942       | -            | 53,08 %     |             |             |
| Total inscrits : votants + abstentions    | 58 304      | -                       | 100,00 %     | 58 292       | -            | 100,00 %    |             |             |

### 2ecirconscription
|                                           | Parti       | Nom                                       | Premier tour | Premier tour | Premier tour |
| Voix                                      | Parti       | Nom                                       |              |              |              |
| Voix                                      | Parti       | Nom                                       | Exprimés     | Inscrits     |              |
| ----------------------------------------- | ----------- | ----------------------------------------- | ------------ | ------------ | ------------ |
|                                           | UMP         | Muriel Marland-Militello, sortante réélue | 19 113       | 54,28 %      | 30,82 %      |
|                                           | PS          | Dominique Boy-Mottard                     | 7 482        | 21,25 %      | 12,07 %      |
|                                           | FN          | Patricia Pellero                          | 2 320        | 6,59 %       | 3,74 %       |
|                                           | MoDem       | Céline Lacroix                            | 1 955        | 5,55 %       | 3,15 %       |
|                                           | Bloc Ident. | Benoît Loeuillet                          | 938          | 2,66 %       | 1,51 %       |
|                                           | PCF         | Danièle Gimeno                            | 707          | 2,01 %       | 1,14 %       |
|                                           | Verts       | Rachel Khan                               | 682          | 1,94 %       | 1,10 %       |
|                                           | MPF         | Joëlle Martinaux                          | 676          | 1,94 %       | 1,09 %       |
|                                           | LCR         | Fanny Tieche                              | 445          | 1,25 %       | 0,72 %       |
|                                           | Le Trèfle   | Jacques Leboucher                         | 354          | 1,01 %       | 0,57 %       |
|                                           | Comm.       | Jean-Pierre Pisoni                        | 197          | 0,56 %       | 0,32 %       |
|                                           | FEA         | Stéphane Alauzet                          | 165          | 0,47 %       | 0,27 %       |
|                                           | LO          | Joseph Markiel                            | 95           | 0,27 %       | 0,15 %       |
|                                           | DLR         | Joël Rigolat                              | 85           | 0,24 %       | 0,14 %       |
|                                           |             | Total exprimés                            | 35 214       | -            | 56,79 %      |
| Total votants : exprimés + blancs ou nuls | 35 596      | -                                         | 57,40 %      |              |              |
| Total inscrits : votants + abstentions    | 62 011      | -                                         | 100,00 %     |              |              |

### 3ecirconscription
|                                           | Parti       | Nom                        | Premier tour | Premier tour | Premier tour |
| Voix                                      | Parti       | Nom                        |              |              |              |
| Voix                                      | Parti       | Nom                        | Exprimés     | Inscrits     |              |
| ----------------------------------------- | ----------- | -------------------------- | ------------ | ------------ | ------------ |
|                                           | NC          | Rudy Salles, sortant réélu | 21 805       | 56,65 %      | 31,14 %      |
|                                           | PRG         | Élodie Jomat               | 7 372        | 19,15 %      | 10,53 %      |
|                                           | FN          | Gilbert Pigli              | 2 998        | 7,79 %       | 4,28 %       |
|                                           | PCF         | Adeline Mouton             | 1 447        | 3,76 %       | 2,07 %       |
|                                           | Bloc Ident. | Myriam Marchand            | 963          | 2,50 %       | 1,38 %       |
|                                           | MPF         | Pierre Argentieri          | 790          | 2,05 %       | 1,13 %       |
|                                           | Verts       | Rémi Gaechter              | 786          | 2,04 %       | 1,12 %       |
|                                           | GA          | Bruno Della Sudda          | 507          | 1,32 %       | 0,72 %       |
|                                           | Le Trèfle   | Serge Gardien              | 425          | 1,10 %       | 0,61 %       |
|                                           | FEA         | Élie Guez                  | 352          | 0,91 %       | 0,60 %       |
|                                           | MNR         | Jean-Marie Baele           | 328          | 0,85 %       | 0,47 %       |
|                                           | SE          | Nadia Aouassi              | 288          | 0,75 %       | 0,41 %       |
|                                           | Comm.       | Laurent Bacino             | 247          | 0,64 %       | 0,35 %       |
|                                           | LO          | Marie-Josée Pereira        | 185          | 0,48 %       | 0,26 %       |
|                                           |             | Total exprimés             | 38 493       | -            | 54,98 %      |
| Total votants : exprimés + blancs ou nuls | 39 368      | -                          | 56,22 %      |              |              |
| Total inscrits : votants + abstentions    | 70 019      | -                          | 100,00 %     |              |              |

### 4ecirconscription
|                                           | Parti  | Nom                               | Premier tour | Premier tour | Premier tour |
| Voix                                      | Parti  | Nom                               |              |              |              |
| Voix                                      | Parti  | Nom                               | Exprimés     | Inscrits     |              |
| ----------------------------------------- | ------ | --------------------------------- | ------------ | ------------ | ------------ |
|                                           | UMP    | Jean-Claude Guibal, sortant réélu | 24 797       | 59,50 %      | 33,66 %      |
|                                           | PS     | Pascale Gérard                    | 5 688        | 13,65 %      | 7,72 %       |
|                                           | FN     | Monique Matthieu                  | 3 552        | 8,52 %       | 4,82 %       |
|                                           | MoDem  | Philippe Briand                   | 2 275        | 5,46 %       | 3,09 %       |
|                                           | PCF    | Brigitte Hourtic                  | 2 044        | 4,90 %       | 2,77 %       |
|                                           | Verts  | Alain Hervé                       | 984          | 2,36 %       | 1,34 %       |
|                                           | LCR    | Patrick Ferruccio                 | 749          | 1,80 %       | 1,09 %       |
|                                           | GE     | Monique Baccelli                  | 447          | 1,07 %       | 0,61 %       |
|                                           | MPF    | Nedjia Gaignaire                  | 375          | 0,90 %       | 0,51 %       |
|                                           | MNR    | Laëtitia Perez                    | 248          | 0,60 %       | 0,34 %       |
|                                           | FEA    | René Fiorese                      | 199          | 0,48 %       | 0,27 %       |
|                                           | LO     | Xavier Barillot                   | 184          | 0,44 %       | 0,25 %       |
|                                           | MRC    | Michèle Borghi-Gastaut            | 135          | 0,32 %       | 0,18 %       |
|                                           |        | Total exprimés                    | 41 677       | -            | 56,57 %      |
| Total votants : exprimés + blancs ou nuls | 42 449 | -                                 | 57,62 %      |              |              |
| Total inscrits : votants + abstentions    | 73 676 | -                                 | 100,00 %     |              |              |

### 5ecirconscription
|                                           | Parti     | Nom                              | Premier tour | Premier tour | Premier tour |
| Voix                                      | Parti     | Nom                              |              |              |              |
| Voix                                      | Parti     | Nom                              | Exprimés     | Inscrits     |              |
| ----------------------------------------- | --------- | -------------------------------- | ------------ | ------------ | ------------ |
|                                           | UMP       | Christian Estrosi, sortant réélu | 32 580       | 60,08 %      | 37,53 %      |
|                                           | PS        | Paul Cuturello                   | 8 560        | 15,78 %      | 9,86 %       |
|                                           | PCF       | Francis Tujague                  | 3 959        | 7,30 %       | 4,56 %       |
|                                           | FN        | Bruno Ligonie                    | 2 846        | 5,25 %       | 3,28 %       |
|                                           | MoDem     | Karine Lambert                   | 2 002        | 3,69 %       | 2,31 %       |
|                                           | Ident.    | Pierre-Antoine Plaquevent        | 1 195        | 2,20 %       | 1,38 %       |
|                                           | Verts     | Jeannine Thiemonge               | 754          | 1,39 %       | 0,87 %       |
|                                           | LCR       | Pascale Gacem                    | 710          | 1,31 %       | 0,82 %       |
|                                           | MEI       | Axel Hvidsten                    | 344          | 0,63 %       | 0,40 %       |
|                                           | Le Trèfle | Serge Gabry                      | 335          | 0,62 %       | 0,39 %       |
|                                           | MNR       | Rose-Marie Baele                 | 242          | 0,45 %       | 0,28 %       |
|                                           | CPNT      | Jean-Jacques Remond              | 241          | 0,44 %       | 0,28 %       |
|                                           | LO        | Danièle Bartoli                  | 240          | 0,44 %       | 0,28 %       |
|                                           | FEA       | Michaël Abitbol                  | 223          | 0,41 %       | 0,26 %       |
|                                           |           | Total exprimés                   | 54 231       | -            | 62,47 %      |
| Total votants : exprimés + blancs ou nuls | 54 907    | -                                | 63,25 %      |              |              |
| Total inscrits : votants + abstentions    | 86 808    | -                                | 100,00 %     |              |              |

### 6ecirconscription
|                                           | Parti   | Nom                         | Premier tour | Premier tour | Premier tour |
| Voix                                      | Parti   | Nom                         |              |              |              |
| Voix                                      | Parti   | Nom                         | Exprimés     | Inscrits     |              |
| ----------------------------------------- | ------- | --------------------------- | ------------ | ------------ | ------------ |
|                                           | UMP     | Lionnel Luca, sortant réélu | 40 576       | 63,14 %      | 37,89 %      |
|                                           | PS      | Antoine Damiani             | 9 721        | 15,13 %      | 9,08 %       |
|                                           | MoDem   | Loïc Dombreval              | 4 305        | 6,70 %       | 4,02 %       |
|                                           | FN      | Monique Lartigue            | 3 853        | 6,00 %       | 3,60 %       |
|                                           | PCF     | Martine Nativi              | 1 515        | 2,36 %       | 1,41 %       |
|                                           | Verts   | Joëlle Faguer               | 1 294        | 2,01 %       | 1,21 %       |
|                                           | MEI     | Jean-Yves Ollivier          | 1 000        | 1,56 %       | 0,93 %       |
|                                           | GA      | Anne-Marie Dubois           | 505          | 0,79 %       | 0,47 %       |
|                                           | MNR     | Martine Charrac             | 415          | 0,65 %       | 0,39 %       |
|                                           | LO      | Alain Bouilleaux            | 312          | 0,49 %       | 0,29 %       |
|                                           | Comm.   | Michelle Paulus             | 293          | 0,46 %       | 0,27 %       |
|                                           | CPNT    | Marie-France Brunier        | 242          | 0,38 %       | 0,23 %       |
|                                           | FEA     | Béatrix Viard               | 232          | 0,36 %       | 0,22 %       |
|                                           |         | Total exprimés              | 64 263       | -            | 60,02 %      |
| Total votants : exprimés + blancs ou nuls | 65 126  | -                           | 60,82 %      |              |              |
| Total inscrits : votants + abstentions    | 107 076 | -                           | 100,00 %     |              |              |

### 7ecirconscription
|                                           | Parti  | Nom                          | Premier tour | Premier tour | Premier tour |
| Voix                                      | Parti  | Nom                          |              |              |              |
| Voix                                      | Parti  | Nom                          | Exprimés     | Inscrits     |              |
| ----------------------------------------- | ------ | ---------------------------- | ------------ | ------------ | ------------ |
|                                           | UMP    | Jean Leonetti, sortant réélu | 37 281       | 63,99 %      | 37,81 %      |
|                                           | PS     | Noria Chaib                  | 5 619        | 9,64 %       | 5,70 %       |
|                                           | MoDem  | Edwige Madec-Vercnocke       | 4 390        | 7,53 %       | 4,45 %       |
|                                           | PCF    | Gérard Piel                  | 3 628        | 6,23 %       | 3,68 %       |
|                                           | FN     | Isidore Focachon             | 3 282        | 5,63 %       | 3,33 %       |
|                                           | Verts  | Philippe Mussi               | 1 718        | 2,95 %       | 1,74 %       |
|                                           | MEI    | Carine Curtet                | 702          | 1,20 %       | 0,71 %       |
|                                           | FEA    | Nicole Kretchmann            | 473          | 0,81 %       | 0,48 %       |
|                                           | SE     | Maurice Cotte                | 285          | 0,43 %       | 0,27 %       |
|                                           | MNR    | Muguette Llorens             | 390          | 0,67 %       | 0,40 %       |
|                                           | LO     | Christian Pétard             | 383          | 0,66 %       | 0,39 %       |
|                                           |        | Total exprimés               | 58 265       | -            | 59,08 %      |
| Total votants : exprimés + blancs ou nuls | 59 043 | -                            | 59,87 %      |              |              |
| Total inscrits : votants + abstentions    | 98 611 | -                            | 100,00 %     |              |              |

### 8ecirconscription
|                                           | Parti     | Nom                             | Premier tour | Premier tour | Premier tour | Second tour | Second tour | Second tour |
| Voix                                      | Parti     | Nom                             | %            | %            | Voix         | %           | %           |             |
| Voix                                      | Parti     | Nom                             | Exprimés     | Inscrits     | Voix         | Exprimés    | Inscrits    |             |
| ----------------------------------------- | --------- | ------------------------------- | ------------ | ------------ | ------------ | ----------- | ----------- | ----------- |
|                                           | UMP       | Bernard Brochand, sortant réélu | 17 081       | 42,6 %       | 25,23 %      | 18 299      | 54,97 %     | 27,03 %     |
|                                           | diss. UMP | Henri Leroy                     | 11 189       | 27,9 %       | 16,53 %      | 14 993      | 45,03 %     | 22,15 %     |
|                                           | PS        | Apolline Crapiz                 | 4 779        | 11,91 %      | 7,05 %       |             |             |             |
|                                           | FN        | Lydia Schénardi                 | 2 515        | 6,27 %       | 3,72 %       |             |             |             |
|                                           | MoDem     | Patrick Lafargue                | 2 287        | 5,70 %       | 3,38 %       |             |             |             |
|                                           | PCF       | Sylvie Rolly                    | 619          | 1,54 %       | 0,91 %       |             |             |             |
|                                           | Verts     | Lionel Nussle                   | 563          | 1,4 %        | 0,83 %       |             |             |             |
|                                           | MEI       | Jean-Pierre Villon              | 465          | 1,16 %       | 0,69 %       |             |             |             |
|                                           | MNR       | Henri Vincent-Viry              | 202          | 0,5 %        | 0,3 %        |             |             |             |
|                                           | LO        | Henri Cyvoct                    | 186          | 0,46 %       | 0,27 %       |             |             |             |
|                                           | FEA       | Ginette Barbarin                | 123          | 0,31 %       | 0,18 %       |             |             |             |
|                                           | SE        | Michel Brun                     | 93           | 0,23 %       | 0,14 %       |             |             |             |
|                                           |           | Total exprimés                  | 40 099       | -            | 59,23 %      | 33 292      | -           | 49,18 %     |
| Total votants : exprimés + blancs ou nuls | 40 625    | -                               | 60,01 %      | 35 982       | -            | 53,15 %     |             |             |
| Total inscrits : votants + abstentions    | 67 697    | -                               | 100,00 %     | 67 697       | -            | 100,00 %    |             |             |

### 9ecirconscription
|                                           | Parti   | Nom                              | Premier tour | Premier tour | Premier tour |
| Voix                                      | Parti   | Nom                              |              |              |              |
| Voix                                      | Parti   | Nom                              | Exprimés     | Inscrits     |              |
| ----------------------------------------- | ------- | -------------------------------- | ------------ | ------------ | ------------ |
|                                           | UMP     | Michèle Tabarot, sortante réélue | 35 021       | 53,13 %      | 32,90 %      |
|                                           | Verts   | André Aschieri                   | 24 719       | 37,5 %       | 23,22 %      |
|                                           | FN      | Jean-Marc Degioanni              | 2 988        | 4,53 %       | 2,81 %       |
|                                           | MEI     | Pascal Ducreux                   | 781          | 1,18 %       | 0,73 %       |
|                                           | LCR     | François Marchive                | 774          | 1,17 %       | 0,73 %       |
|                                           | MPF     | Hugo Debonnet                    | 458          | 0,69 %       | 0,43 %       |
|                                           | CPNT    | Maurice Massa                    | 316          | 0,48 %       | 0,3 %        |
|                                           | FEA     | Béatrix Arrii                    | 298          | 0,45 %       | 0,28 %       |
|                                           | MNR     | Johanne de Jouvancourt           | 285          | 0,43 %       | 0,27 %       |
|                                           | LO      | Nadia Putzolu                    | 273          | 0,41 %       | 0,26 %       |
|                                           |         | Total exprimés                   | 65 913       | -            | 61,91 %      |
| Total votants : exprimés + blancs ou nuls | 66 617  | -                                | 62,58 %      |              |              |
| Total inscrits : votants + abstentions    | 106 458 | -                                | 100,00 %     |              |              |

## Bouches-du-Rhône

### 1recirconscription
| Candidat       | Candidat                 | Parti               | Premier tour | Premier tour | Second tour | Second tour |
| Candidat       | Candidat                 | Parti               | Voix         | %            | Voix        | %           |
| -------------- | ------------------------ | ------------------- | ------------ | ------------ | ----------- | ----------- |
|                | Roland Blum              | UMP                 | 16 750       | 47,82        | 18 668      | 56,96       |
|                | Marie-Arlette Carlotti   | PS                  | 8 600        | 24,55        | 14 107      | 43,04       |
|                | Childéric-Jérôme Muller  | MoDem               | 2 343        | 6,69         |             |             |
|                | Marie-Claude Aucouturier | FN                  | 2 340        | 6,68         |             |             |
|                | Maruja Otero             | PCF                 | 1 384        | 3,95         |             |             |
|                | Frédéric Falzon          | LCR                 | 1 019        | 2,91         |             |             |
|                | Pierre Sémériva          | Les Verts           | 872          | 2,49         |             |             |
|                | Éric Talles              | Le Trèfle           | 495          | 1,41         |             |             |
|                | Olivier Jerez            | MPF                 | 334          | 0,95         |             |             |
|                | Guy Jullien              | DVD                 | 232          | 0,66         |             |             |
|                | Marc Cecon               | LO                  | 193          | 0,55         |             |             |
|                | Mireille Haas            | MNR                 | 165          | 0,47         |             |             |
|                | Corinne Raynaud          | PT                  | 162          | 0,46         |             |             |
|                | Martine Pentz            | La France en action | 139          | 0,40         |             |             |
|                | Valérie Bellaire         | Parti humaniste     | 0            | 0,00         |             |             |
|                |                          |                     |              |              |             |             |
| Inscrits       | Inscrits                 | Inscrits            | 60 376       | 100,00       | 60 365      | 100,00      |
| Abstentions    | Abstentions              | Abstentions         | 24 949       | 41,32        | 26 676      | 44,19       |
| Votants        | Votants                  | Votants             | 35 427       | 58,68        | 33 689      | 55,81       |
| Blancs et nuls | Blancs et nuls           | Blancs et nuls      | 399          | 1,13         | 914         | 2,71        |
| Exprimés       | Exprimés                 | Exprimés            | 35 028       | 98,87        | 32 775      | 97,29       |

### 2ecirconscription
| Candidat       | Candidat                | Parti                | Premier tour | Premier tour |
| Candidat       | Candidat                | Parti                | Voix         | %            |
| -------------- | ----------------------- | -------------------- | ------------ | ------------ |
|                | Dominique Tian          | UMP                  | 22 108       | 57,02        |
|                | Nathalie Pigamo         | PS                   | 6 879        | 17,74        |
|                | Anne Claudius-Petit     | MoDem                | 3 159        | 8,15         |
|                | Bernard Marandat        | FN                   | 2 097        | 5,41         |
|                | Marie-Françoise Palloix | PCF                  | 1 272        | 3,28         |
|                | Michèle Poncet-Ramade   | Les Verts            | 1 034        | 2,67         |
|                | Dominique Cardon        | LCR                  | 704          | 1,82         |
|                | Marcelle Teychene       | Le Trèfle            | 455          | 1,17         |
|                | Arezki Selloum          | MPF                  | 252          | 0,65         |
|                | Gabriel van Gaver       | MNR                  | 222          | 0,57         |
|                | Françoise Montigny      | La France en action  | 191          | 0,49         |
|                | François Roche          | LO                   | 187          | 0,48         |
|                | Conception Denia Salone | Écologiste           | 93           | 0,24         |
|                | Alain Assouad           | Alternative libérale | 80           | 0,21         |
|                | Éliane Boudara          | UDR                  | 42           | 0,11         |
|                | Marie Prost             | Parti humaniste      | 0            | 0,00         |
|                |                         |                      |              |              |
| Inscrits       | Inscrits                | Inscrits             | 65 315       | 100,00       |
| Abstentions    | Abstentions             | Abstentions          | 26 186       | 40,09        |
| Votants        | Votants                 | Votants              | 39 129       | 59,91        |
| Blancs et nuls | Blancs et nuls          | Blancs et nuls       | 354          | 0,90         |
| Exprimés       | Exprimés                | Exprimés             | 38 775       | 99,10        |

### 3ecirconscription
| Candidat       | Candidat                 | Parti               | Premier tour | Premier tour | Second tour | Second tour |
| Candidat       | Candidat                 | Parti               | Voix         | %            | Voix        | %           |
| -------------- | ------------------------ | ------------------- | ------------ | ------------ | ----------- | ----------- |
|                | Jean Roatta              | UMP                 | 10 758       | 40,76        | 12 548      | 50,50       |
|                | Patrick Mennucci         | PS                  | 7 732        | 29,30        | 12 300      | 49,50       |
|                | Miloud Boualem           | MoDem               | 1 935        | 7,33         |             |             |
|                | Jackie Blanc             | FN                  | 1 691        | 6,41         |             |             |
|                | Jean-Paul Israël         | PCF                 | 1 087        | 4,12         |             |             |
|                | Emmanuel Arvois          | LCR                 | 864          | 3,27         |             |             |
|                | Marianne Moukomel-Clarté | Les Verts           | 849          | 3,22         |             |             |
|                | Josette Mercier          | Le Trèfle           | 368          | 1,39         |             |             |
|                | Alain Persia             | UDR                 | 323          | 1,22         |             |             |
|                | Roland Lombardi          | MPF                 | 262          | 0,99         |             |             |
|                | Isabelle Bonnet          | LO                  | 181          | 0,69         |             |             |
|                | Roland Dicchi            | MNR                 | 135          | 0,51         |             |             |
|                | Daniel Youssoufian       | La France en action | 115          | 0,44         |             |             |
|                | Stéphanie Pothin         | DLR                 | 63           | 0,24         |             |             |
|                | Claire Aymes             | Parti Rachid Nekkaz | 28           | 0,11         |             |             |
|                | Patrick Sinegre          | Parti humaniste     | 1            | 0,00         |             |             |
|                |                          |                     |              |              |             |             |
| Inscrits       | Inscrits                 | Inscrits            | 46 659       | 100,00       | 46 648      | 100,00      |
| Abstentions    | Abstentions              | Abstentions         | 19 931       | 42,72        | 20 928      | 44,86       |
| Votants        | Votants                  | Votants             | 26 728       | 57,28        | 25 720      | 55,14       |
| Blancs et nuls | Blancs et nuls           | Blancs et nuls      | 336          | 1,26         | 872         | 3,39        |
| Exprimés       | Exprimés                 | Exprimés            | 26 392       | 98,74        | 24 848      | 96,61       |

### 4ecirconscription
| Candidat       | Candidat            | Parti                                   | Premier tour | Premier tour | Second tour | Second tour |
| Candidat       | Candidat            | Parti                                   | Voix         | %            | Voix        | %           |
| -------------- | ------------------- | --------------------------------------- | ------------ | ------------ | ----------- | ----------- |
|                | Henri Jibrayel      | PS                                      | 6 355        | 25,82        | 13 224      | 57,41       |
|                | Bernard Susini      | UMP                                     | 6 249        | 25,39        | 9 812       | 42,59       |
|                | Frédéric Dutoit     | PCF                                     | 4 668        | 18,96        |             |             |
|                | Karim Zéribi        | La Nouvelle Gauche                      | 2 748        | 11,16        |             |             |
|                | Jean-Pierre Baumann | FN                                      | 2 075        | 8,43         |             |             |
|                | Slimane Azzoug      | MoDem                                   | 690          | 2,80         |             |             |
|                | Christophe Jerez    | MPF                                     | 308          | 1,25         |             |             |
|                | Joëlle Boulay       | Les Verts                               | 284          | 1,15         |             |             |
|                | Michel Gruselle     | LCR                                     | 254          | 1,03         |             |             |
|                | Eméa Vlaemynck      | Le Trèfle                               | 222          | 0,90         |             |             |
|                | Hubert Savon        | MNR                                     | 202          | 0,82         |             |             |
|                | Hassani Said        | GE                                      | 159          | 0,65         |             |             |
|                | Sylvie Moyen        | LO                                      | 152          | 0,62         |             |             |
|                | André Pibarot       | UDR                                     | 124          | 0,50         |             |             |
|                | Régine Seren        | La France en action                     | 62           | 0,25         |             |             |
|                | Raoul Cayol         | DLR                                     | 60           | 0,24         |             |             |
|                | Marcelle Keller     | Rassemblement pour Initiative citoyenne | 2            | 0,01         |             |             |
|                |                     |                                         |              |              |             |             |
| Inscrits       |                     |                                         |              |              |             |             |
| Abstentions    |                     |                                         |              |              |             |             |
| Votants        |                     |                                         |              |              |             |             |
| Blancs et nuls |                     |                                         |              |              |             |             |
| Exprimés       |                     |                                         |              |              |             |             |

### 5ecirconscription
- Jean Frizzi, Le Trèfle,
- Chantal Pinero, Union de la droite républicaine,
- Renaud Muselier, (UMP),
- Nathalie Malhole, Lutte ouvrière,
- Gilda Mih, Front national,
- Arlette Cohen Penna, UDF-MoDem,
- Sébastien Fournier, LCR,
- Antoine Rouzaud, Parti radical de gauche - Parti socialiste
- Sophie Aimé Blanc, Contre l'immigration-islamisation-insécurité
- Jean-Marc Coppola - PCF
- Michèle Rubirola-Blanc (Les Verts),
- Odile Grenet, MPF,
- Joël Bœuf (La France en action),
- Christophe Madrolle (Mouvement démocrate).

### 6ecirconscription
- O. Guillard (EXD) - MNR – Alliance patriotique « Contre l’immigration-islamisation, l’insécurité, les délocalisations et le déclin des valeurs »
- Michel Collet Fenetrier (UDF-Mouvement Démocrate)
- Brigitte Masson - PCF
- Christian Raynaud - (Les Verts)
- Michel Villeneuve (Génération Écologie)
- Guy Teissier (UMP)
- Ferten Djendoubi PS
- Michèle Carayon (FN)
- Christian Guitton (UCE-La France en action)
- M. Gugliotta (ECO)
- N. Colomb (EXG)
- Y. Pena (DIV)
- G. Exbrayat (DIV)
- J. Grandel (EXG)
- V. Ruiz (MPF)

### 7ecirconscription
- Mohamed Laqhila (UDF-Mouvement Démocrate) - depuis 2001 10e Adjoint (Verts) à l'Environnement et à la Gestion des espaces verts du 7e secteur (13e et 14e arrondissements)[1]
- Stéphane Ravier (FN)
- Flora Boulay (Les Verts)
- Aimé Guenoun (Génération écologie)
- Sylvie Andrieux PS
- Nora Remadnia-Preziosi (UMP)
- Haouaria Hadj-Chikh (PCF)
- Isabelle Kurbetz (UCE-FEA)
- Alain Vauzelle, Contre l'immigration-islamisation-insécurité.

### 8ecirconscription
- Gérard Fleury, Contre l'immigration-islamisation-insécurité,
- Stéphane Durbec (FN)
- Christophe Masse PS
- Michèle Ledesma PCF
- Valérie Boyer (UMP)
- Sonia Arzano (UDF-Mouvement Démocrate)
- Bruno Cocaign (Les Verts)
- Françoise Latour (Génération Écologie)
- Elisabeth Harmitt (La France en action)
- Francis Belotti (MPF)
- Jean-Marie Battini (LCR)

### 9ecirconscription
- Mireille Benedetti (UDF-Mouvement Démocrate)
- Bernard Deflesselles (UMP)
- Béatrice Négrier (MRC-PS)
- Joëlle Mélin (FN)
- Jean-Yves Petit (Les Verts)
- Christian Lartaud (Génération Écologie)
- Patrick Candela PCF
- Serge Bonifay (UCE-La France en action)
- Alain Fourestier, Contre l'immigration-islamisation-insécurité,

### 10ecirconscription
- Marc Russeil (UDF-Mouvement démocrate)
- Roger Meï - PCF
- Richard Mallié (UMP)
- Roland Povinelli PS
- Catherine Bisserier (FN)
- Alain Sembely (UCE-FEA)
- Bruno Musmeaux Parti humaniste
- Lyonel Joubeaux, Contre l'immigration-islamisation-insécurité,

### 11ecirconscription
- Sébastien Grenard, Contre l'immigration-islamisation-insécurité,
- Pauline Ricci ECO (Le Trèfle)
- Geneviève Ortega DIV (UCE-La France en action)
- Florence Morini CPNT (CPNT)
- Sabine Diaz FN (FN)
- Philippe Adam MPF (MPF)
- Nathalie Leconte COM (PCF)
- Gaëlle Lenfant SOC (PS)
- Pascale Tourrenc REG (Partit occitan) soutenue par Les Verts
- Christian Kert, brigue un 5e mandat, UMP (UMP)
- Marie-Line Codol EXG (LCR)
- Djamel Delhoum DIV (Convention citoyenne)
- Pierre Pieve ECO (Génération écologie)
- Catherine Casanova UDFD (UDF-Mouvement démocrate)
- Brigitte Espaze EXG (LO)
- Nathalie Lagneau DVD (Union de la droite républicaine)

### 12ecirconscription
- Bruno Mégret, Contre l'immigration-islamisation-insécurité, (MNR)
- William Carrulla (UDF-Mouvement Démocrate)
- Julien Zloch (Les Verts)
- Jean-Claude Denjean PS(1er adjoint au maire de Vitrolles)
- Éric Diard (UMP)
- Gérald Gérin (FN)
- Suzanne Catelin PCF
- Christophe Barnier (EXG-LCR)
- Jean-Claude Ruder (UCE-La France en action)

### 13ecirconscription
- Jean Fayolle (UDF-Mouvement Démocrate)
- Michel Vaxès (député sortant) - PCF
- René Raimondi PS
- Alain Aragneau (UMP)
- Hervé Guerrera (Les Verts)
- José Rodriguez (FN)
- Michel Gayvallet (UCE-La France en action)
- Salim Djerari (RIC)
- Roland Larivière, Contre l'immigration-islamisation-insécurité

### 14ecirconscription
- Brigitte Devésa (UDF-Mouvement Démocrate)
- Josiane Durrieu (PCF)
- Jean-Michel Commenoz (Alternative libérale)
- Alexandre Medvedowsky (PS)
- Maryse Joissains-Masini (UMP)
- Catherine Villa (Génération écologie)
- Laurent Perallat (Les Verts)
- Honoré Gérard Beyer (FN)
- Yves Martinez (UCE-La France en action)
- Francis Figarols (Debout la République)
- Vincent Autric (Contre l'immigration-islamisation-insécurité)

### 15ecirconscription
- Jacky Gérard (PS)
- Françoise Jupiter (UDF-Mouvement Démocrate)
- Jacques Rousset (PCF)
- Léon Vachet (UMP)
- David Gourbeault (Les Verts)
- Caroline Reyre (FN)
- Joy Gayvallet (UCE-La France en action)
- Bernard Reynes (Divers droite - Majorité présidentielle)
- Marc-Antoine Seymard, Contre l'immigration-islamisation-insécurité

### 16ecirconscription
- Gilles Ayme (UDF-Mouvement Démocrate)
- Jean-Marc Charrier (PCF)
- Michel Vauzelle (PS)
- Roland Chassain (UMP)
- Naïma Fettal (Les Verts)
- Andrée d'Agostino (Génération écologie)
- Jean-Flora Nosibor (MHAN)
- Jean-Marie Scifo (CPNT)
- Viviane Ricard (FN)
- Chantal Valette (La France en action)
- Romain Bodo (Union de la droite républicaine)
- Laurence Deleuze (PT)
- Jean-Noël Houssais (MNR)
- Michel Psychopoulos (MPF)
- Bruno Leclerc (LCR)
- Guy Dubost (LO)

## Var

### 1recirconscription
- Geneviève Levy (UMP) - députée sortante
- Alain Jaubert (MRC-PS)
- Danièle Le Gac (FN)
- Alain Bolla (PCF)
- Philippe Chesneau (Les Verts)
- Christelle Duval FEA

### 2ecirconscription
- Philippe Vitel (UMP) - député sortant
- Robert Gaia (PS)
- André De Ubeda PCF
- Guy Rebec (Les Verts)
- Jean-Louis Bouguereau (FN)
- Michelle Lissilour FEA
- Christophe Silvente PRN

### 3ecirconscription
- Jean-Pierre Giran (UMP) - député sortant
- Mireille Chabot (PS)
- Joël Canapa (PCF)
- Chantal Mouttet (Les Verts)
- Danièle Alfonse (Génération écologie)
- Josy Chambon (UDF-MoDem)
- Cécile Antoine (FN)
- Florence Ferret (FEA)

### 4ecirconscription
- Jean-Michel Couve (UMP) - député sortant
- Alain Spada
- Michel Pineau (PS)
- Hélène Blanc (PCF)
- Robert Bordin (Les Verts)
- Michèle Dutoya (FN)
- Hervé Myin (AL)
- Richard Belkadi (MoDem)
- Yves Cornudet (FEA)

### 5ecirconscription
- Georges Ginesta (UMP) - député sortant
- Elsa Di Meo PS
- Pierre Minnaert (Les Verts)
- Richard Ciappara PCF
- Sylvain Ferrua (FN)
- Philippe Michel (UDF-MoDem)
- Marc Lecocq FEA
- Didier Le Gall (Mouvement Ecologiste Indépendant - MEI)

### 6ecirconscription
- Michaël Latz - PS
- Josette Pons - UMP - députée sortante
- Catherine Lecoq PCF
- Régis Chevrot (FN)
- Dominique Blanc (UDF-MoDem)
- Marlene Klementz FEA
- Philippe Raignault - Gauche alternative 2007

### 7ecirconscription
- Jean-Sébastien Vialatte (UMP) - député sortant - maire de Six-Fours-les-Plages
- Laroussi Oueslati (PRG-Gauche unie) - soutien PS, PRG, MRC - conseiller régional, conseiller municipal à Toulon
- Philippe Mignoni PCF, pas de mandat en cours
- Hélène d'Ortoli (Les Verts), pas de mandat en cours
- Joël Houvet (FN), pas de mandat en cours
- Bernadette Racouchot (Partit occitan)
- Joelle Arnal (LCR), pas de mandat en cours, ancienne adjointe aux Sports à La Seyne-sur-Mer de 1995 à 1997[2]
- Georges Seiller FEA
- Ferdinand Bernhard (UDF-Modem), maire de Sanary-sur-Mer

## Vaucluse

### 1recirconscription(Avignon)
- Jeannine Calvès - UDF-MoDem
- André Castelli - PCF
- Thibaut de la Tocnaye - FN
- Michèle Fournier-Armand - PS
- Marie-Josée Roig - - UMP
- Marie-Paule Lolo - (Les Verts)
- Jean Schultheis (GE)
- Abdellatif Dehy (soutenu par la LCR, les ex-Comité Bové et les Communistes pour l'unité)
- Hélène Veillant (LO)
- Nicole Calvet (PT)
- Akim Rahmouni (Indépendant)
- Thomas Voisin (FEA)
- Claude Pingouroux (CPNT)
- Philippe Cattoën (MNR)
- Martine Furioli-Beaunier (MPF)
- Colette Tinel (Rassemblement pour l'initiative citoyenne)

### 2ecirconscription(Cavaillon-Apt)
- Nicole Bouisse - UDF-MoDem
- Lydie Antonelli - PCF
- Jean-Louis Joseph - PS
- Marie-Odile Raye - FN
- Jean-Claude Bouchet - UMP
- Maurice Giro - UMP non officiel
- Françoise Nouguier - MPF
- Annie Souchon - LO
- Dominique Durin-Gaubert - LCR
- Geneviève Thiebaut - Les Verts
- Daniel Audibert - CPNT
- Thibaut de Saint Rapt - (Sans étiquette)
- Eric Pellicer - MNR

### 3ecirconscription(Carpentras)

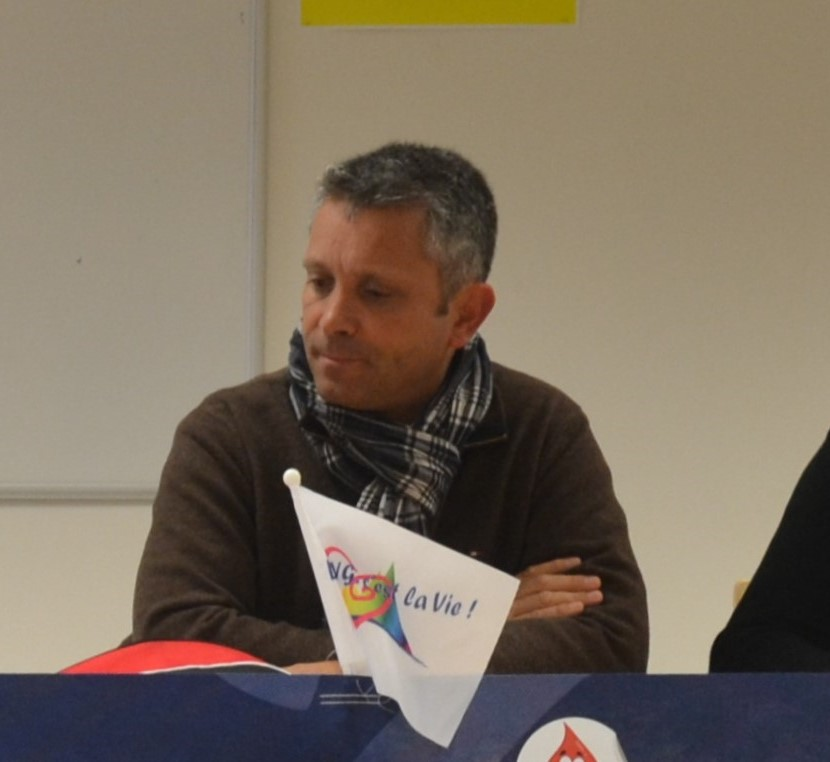
Hervé de Lepineau, conseiller départemental de Vaucluse, canton de Carpentras

- Vivian Point - PCF
- Nadine Peris - PS
- Jean-Michel Ferrand - UMP
- Christian Chavrier - UDF-MoDem
- Benoist Magnat - (Les Verts)
- Guy Macary - FN
- Peggy Gourvil - MNR
- Régis Harle - LO
- Michel Cammal- LCR
- Hervé De Lepineau - MPF

### 4ecirconscription(Orange)
- Fabienne Haloui - PCF
- Pierre Meffre - PS
- Thierry Mariani - UMP
- Roland Roticci - UDF-MoDem
- Jacques Bompard - MPF
- Emmanuelle Gueguen - FN
- Franck Moulet - Gauche alternative
- Anne-Marie Hautant - Partit occitan
- Chantal Courbet CPNT
- Elisabeth Robin - LO
- Stéphanie Clerc - LCR

## Sources
1. ↑  http://www.mairie-marseille1314.com/trombinoscope.htm Site de la mairie 12/13, trombinoscope des élus accédé le 25/05/2007
2. ↑  LCR Var - 7e circonscription